# Melectronics

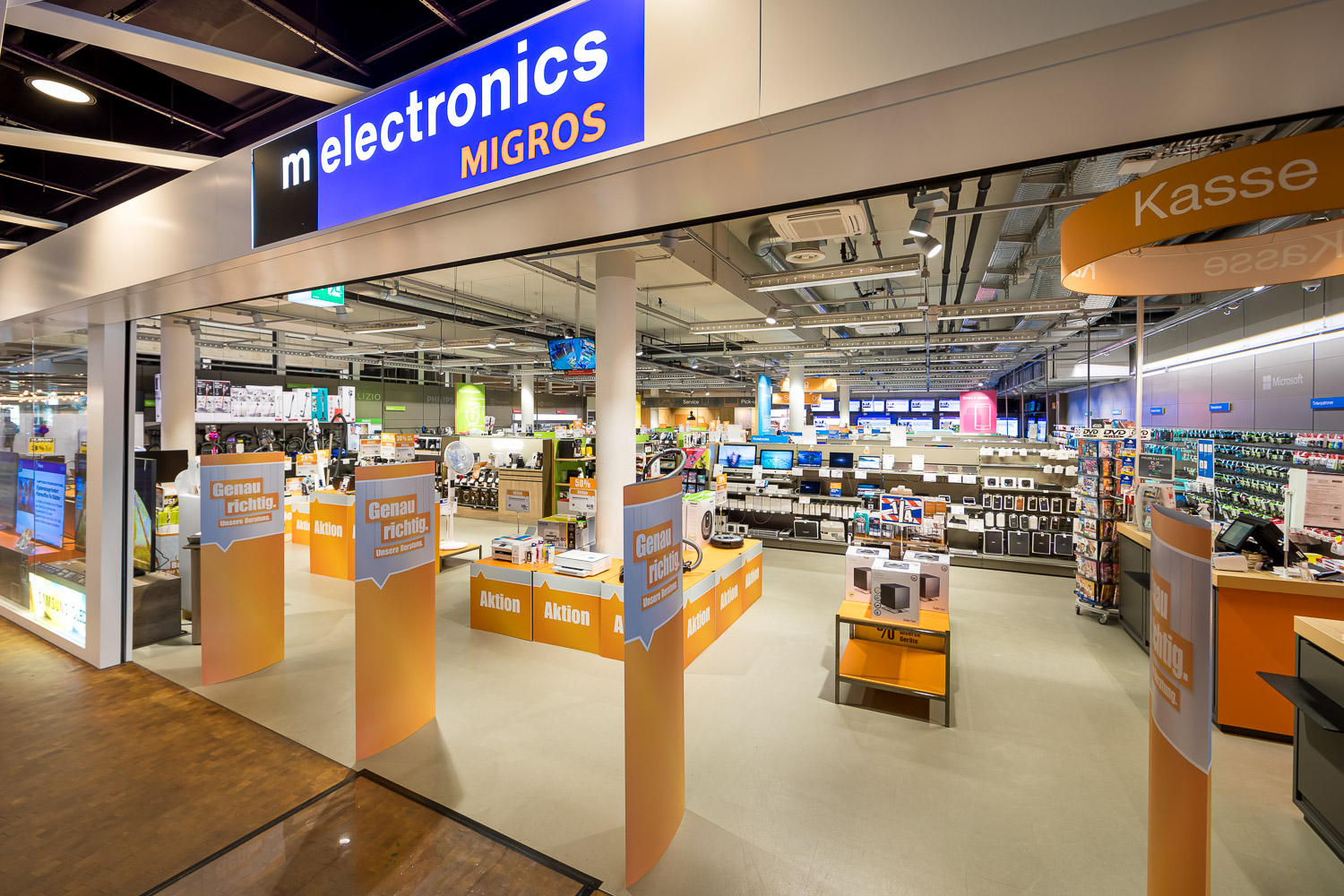
Ehemalige Melectronics-Filiale in Amriswil

Melectronics (Eigenschreibweise melectronics; ursprünglich M-Electronics) war eine Schweizer Fachmarktkette für Elektronikartikel mit einst über 100 Filialen. 2024 verkaufte die Migros-Gruppe 20 Filialen an MediaMarktSaturn, die übrigen 17 Filialen wurden geschlossen.

## Übersicht
Zum Angebot von Melectronics gehörten Unterhaltungs- und Haushaltselektronik von Markenherstellern sowie der Eigenmarke «Mio Star». Standorte existierten sowohl als alleinstehende Filialen – mehrheitlich in Nähe von anderen Migros-Standorten – als auch als Shop-in-Shop in grösseren Migros-Supermärkten. Wurden 2018 noch 106 Filialen betrieben, reduzierte sich deren Anzahl bis 2023 auf 90 und mit Stand vom 22. September 2024 weiter auf 41.
2023 betrug die gesamte Verkaufsfläche rund 33'300 Quadratmeter.
Segmentsgeschäftszahlen wurden mittlerweile nicht mehr ausgewiesen, die kombinierte Fachmarktsparte (Melectronics, Do it + Garden, Micasa, SportX, Bike World und OBI) erwirtschaftete 2022 einen Umsatz von 1,6 Milliarden Franken und 2023 noch 1,5 Milliarden Franken.

## Geschichte
Die Migros nahm die ersten Elektroartikel 1951 in ihr Sortiment auf. Gleichzeitig wurde eine erste Verkaufsstelle für Haushaltsgeräte in Kloten eröffnet. Grossen Erfolg brachte die Einführung der Uhrenmarke Mirexal und des Weckers «m electronic» im Jahr 1968. Der Erfolg dieser beiden Produktlinien sorgte dafür, dass die Migros weitere Produkte unter dem Namen «m electronic» verkaufte, bis schliesslich 1969 der Fachmarkt «M-Electronics» gegründet wurde. Dieser lancierte ebenfalls weitere Eigenmarken, wie beispielsweise «Mio Star» 1973. Ab 2010 führte Melectronics auch einen Online-Shop.
In den Jahren 2020 und 2021 mussten bedingt durch mehrere Shutdowns aufgrund der COVID-19-Pandemie die Filialen vorübergehend geschlossen werden. Während der Schliessung haben die Migros-Fachmärkte die Video-Beratung mittels Liveübertragung aus geschlossenen Filialen eingeführt. Das Angebot der kostenlosen Video-Beratung in den Sprachen Deutsch, Französisch und Italienisch führte Melectronics auch über die Pandemie hinweg fort. Da das Geschäft immer weniger gut lief, wurden vermehrt Filialen geschlossen. Im Jahr 2023 eröffnete die Genossenschaft Migros Basel den schweizweit ersten Melectronics-Verkaufsautomat.
Am 2. Februar 2024 gab die Migros-Gruppe bekannt, Melectronics verkaufen zu wollen. Es wurde vorerst von acht Melectronics-Filialen der Genossenschaft Migros Aare und von einer Melectronics-Filiale der Genossenschaft Migros Luzern bekannt, dass sie im Verlaufe des Jahres 2024 dauerhaft geschlossen werden. 2024 wurden zudem die Shop-in-Shops in rund 50 grösseren Supermarkt-Filialen der Migros auf ein Basissortiment reduziert. Im Juni 2024 gab die Migros bekannt, 20 Melectronics-Filialen an MediaMarktSaturn zu verkaufen und die restlichen 17 alleinstehenden Filialen bis im November 2024 zu schliessen. Aus den übernommenen Filialen entstanden seither MediaMarkt-Filialen. Die Übernahme, welche inzwischen von der Wettbewerbskommission bewilligt wurde, erfolgte per 1. November 2024. Der Online-Shop wurde bereits um den 10. September 2024 offline genommen.

## Organisation
Als rechtlich unselbständiger Geschäftsbereich des Migros-Genossenschafts-Bundes wurden die Standorte von den regionalen Migros-Genossenschaften betrieben und ab Anfang 2021 durch die Migros Fachmarkt AG koordiniert.
Melectronics unterlag dem von der Migros seit mehr als 30 Jahren verhandelten Landes-Gesamtarbeitsvertrag (L-GAV). Der L-GAV setzt sich für faire Saläre, die Förderung der Vereinbarkeit von Beruf und Familie sowie für überdurchschnittliche Leistungen der Migros-Pensionskasse ein.
Die genossenschaftlichen Fachmärkte waren dem Kundenbindungsprogramm «M-Cumulus» und dem Abholservice «PickMup» der Migros angeschlossen.